# Omni Bedford Springs Resort
Omni Bedford Springs Resort es un complejo hotelero en las afueras de Bedford, Pensilvania. Establecido en 1806, es uno de los últimos y mejor conservados hoteles del siglo XIX ubicados alrededor de manantiales minerales. Fue documentado en 2005 por la Encuesta de edificios históricos estadounidenses (HABS). Es miembro de Historic Hotels of America, el programa oficial del National Trust for Historic Preservation. Es parte de la marca Omni Hotels & Resorts, con sede en Dallas, Texas. Una parte de la propiedad del complejo, incluido el hotel, el campo de golf y las áreas de manantial, fue designada Distrito Histórico Nacional en 1984. 

## Historia
En 1796, Nicholas Shauffler descubrió un alto contenido de minerales en los manantiales naturales de agua dulce ubicados en la propiedad de Fredrick Naugel, en las afueras de Bedford, Pensilvania . Estos manantiales tenían fama de tener "poderes curativos" por los nativos americanos que habían venido a este lugar para beber y bañarse en las aguas durante siglos. El doctor John Anderson, que entonces ejercía en la ciudad de Bedford, compró el terreno que contenía los manantiales en 1798 y procedió a construir baños para sus pacientes; iniciando así la tradición de personas que viajan para experimentar las aguas de los manantiales de Bedford y sentando las bases de lo que hoy es Bedford Springs Resort, un destino exclusivo, ubicado justo al lado de Pennsylvania Turnpike .Omni Bedford Springs Resort
Omni Bedford Springs ResortLa popularidad y la reputación de los tratamientos del Dr. Anderson crecieron a principios del siglo XIX y, para 1809, había tres edificios en el sitio, incluidos The Stone House, Crockford y un precursor de Evitt House. Según un diario de viaje de Joshua Galpin en 1809, estos edificios incluían una "casa de huéspedes de estructura grande y varias más pequeñas para familias: baños calientes y fríos y una sala de billar". En 1824, Bedford Springs fue aclamado como el "Montpelier de América" en una columna de la edición de julio del National Gazette & Library Register, que destacaba con elogios las aguas, el alojamiento, las actividades, la comida y el vino. La popularidad del complejo se benefició del énfasis en la vida al aire libre a mediados del siglo XIX, cuando las ciudades de la costa este de los Estados Unidos se industrializaron y contaminaron cada vez más, y del establecimiento de paradas en Bedford para los ferrocarriles B&O y Pensilvania a partir de 1872, lo que brinda un fácil acceso. de ciudades como Washington D. C., Filadelfia y la ciudad de Nueva York .Omni Bedford Springs Resort
Bedford Springs se convirtió en una atracción para los políticos y, además de servir como la " Casa Blanca de Verano " para el presidente James Buchanan de 1857 a 1861, también sirvió como lugar de escapada y reunión para otros presidentes como William Henry Harrison, James K. Polk y Zachary Taylor, así como multitud de senadores y congresistas, y sus familias. El primer cable transatlántico enviado desde Inglaterra a los Estados Unidos fue recibido por el presidente Buchanan en el hotel el 12 de agosto de 1858.Omni Bedford Springs ResortOmni Bedford Springs Resort

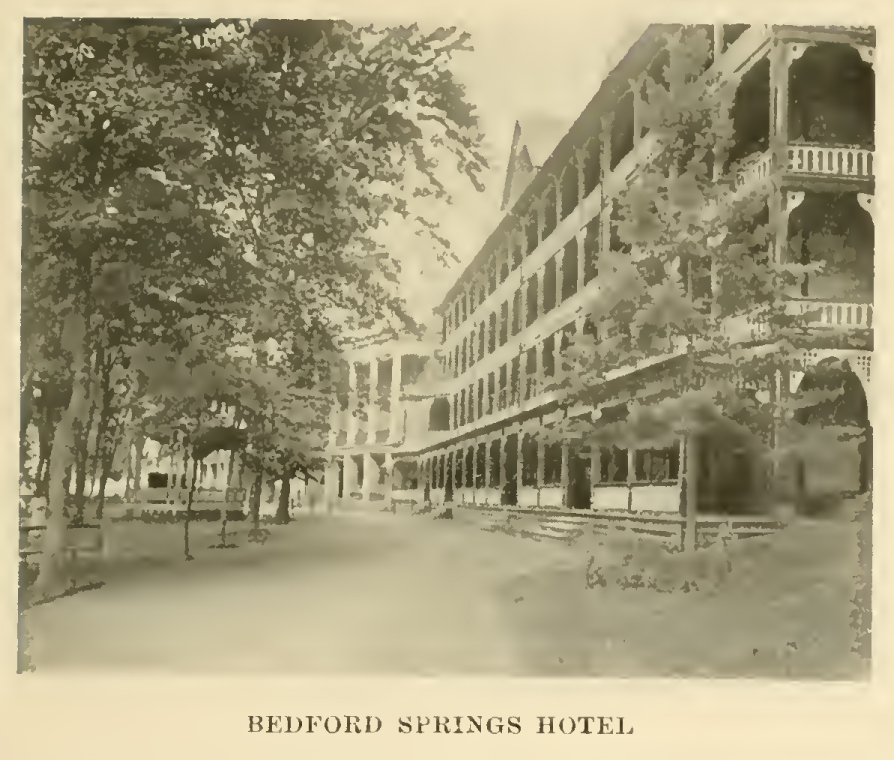
Hotel Bedford Springs, alrededor de 1909

Las décadas de 1870 a 1890, la "edad de oro" de los grandes resorts de Estados Unidos, vieron el "estándar de oro de los resorts" establecido en Bedford Springs. Una serie de coloridas casas de manantial, puentes y puertas salpicaban los extensos terrenos, y un "sendero serpenteante" conducía a las excursiones de un manantial a otro. A principios del siglo XX, a medida que avanzaba la medicina y la concienciación sobre la salud, la validez de los poderes curativos de los manantiales disminuyó ligeramente, pero el hotel aún florecía y, en 1905, una importante renovación del complejo incluyó una monumental columnata de dos pisos., que conectaba el comedor principal del hotel con un pabellón con columnas en Magnesia Springs al otro lado de Shober's Run, así como con un nuevo edificio con una piscina cubierta alimentada por un manantial, según se informa, la primera instalación de este tipo en los Estados Unidos en el momento en que fue construido.
En la década de 1930, el médico residente del hotel, el Dr. William E. Fitch, estableció la "Cura de Bedford", un régimen de salud que requería una estadía de tres semanas en el complejo, que aún funcionaba con éxito durante las décadas de 1930 y 1940. Durante la Segunda Guerra Mundial, el hotel y sus terrenos fueron utilizados por la Marina de los EE. UU. como Escuela de Entrenamiento Naval (Radio) y luego como centro de detención para diplomáticos japoneses internados.Omni Bedford Springs Resort
La década de 1950 vio numerosas mejoras y renovaciones en la propiedad, incluida la instalación de modernos controles ambientales y sistemas de rociadores. Bedford Springs también estuvo abierto todo el año por primera vez en 1950. El hotel continuó operando durante las siguientes tres décadas, destacando la estadía del entonces gobernador de California Ronald Reagan en 1975, convirtiéndolo en el séptimo presidente actual, anterior o futuro en pasar un tiempo en Bedford Springs. Sin embargo, los gustos en viajes de placer habían cambiado significativamente a lo largo de los años y la propiedad finalmente cerró sus puertas en 1986. Dos años más tarde, una inundación repentina dañó severamente varios edificios en Bedford Springs y el sitio quedó en mal estado. Aun así, el sitio fue incluido en el Registro Nacional de Lugares Históricos en 1984. Luego, en 1998, Bedford Resort Partners Limited compró la propiedad por $ 8 millones y comenzó la enorme empresa de restaurar Bedford Springs a su antiguo prestigio.Omni Bedford Springs Resort

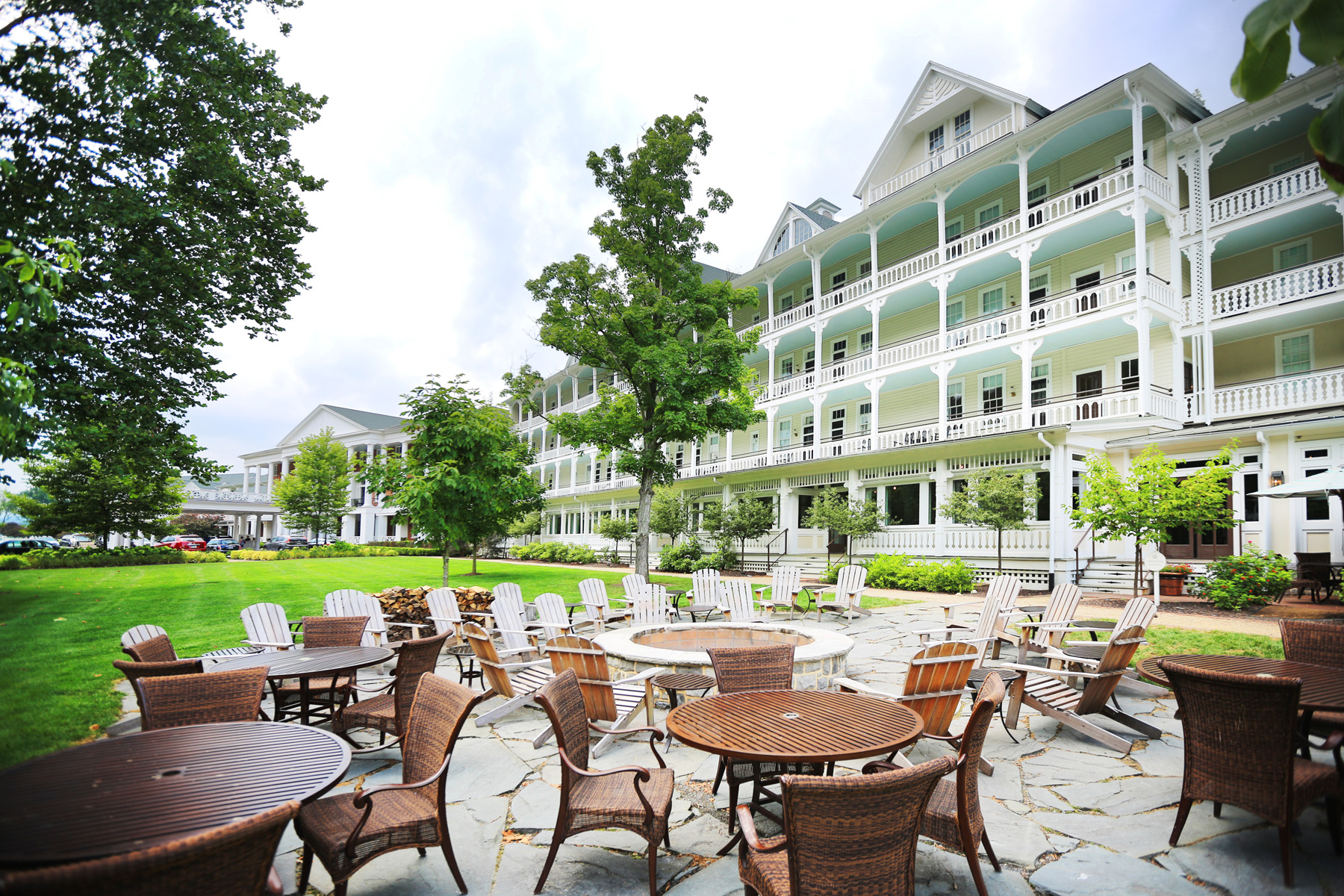
Fachada de Omni Bedford Springs Resort.

## Los manantiales
Se creía que Bedford Springs tenía varios y diversos valores medicinales debido a la mezcla única de minerales de cada manantial. La "Cura de Bedford" requería que el paciente bebiera cada tipo de agua (o un tipo específico de agua dependiendo de la dolencia del individuo) diariamente durante su estadía de tres semanas. Ejemplos de los manantiales únicos y sus usos son el "Manantial de magnesio", que se utiliza para dolencias estomacales, el "Manantial de hierro", que se prescribe para las deficiencias de hierro y la salud de los huesos, el "Manantial negro", que se utiliza principalmente para regar el campo de golf; y el "Dulce Manantial" cuyas aguas eran las más apetecibles. Un octavo manantial, llamado Eternal Spring, fue descubierto en 2006, durante la expansión y renovación del resort.

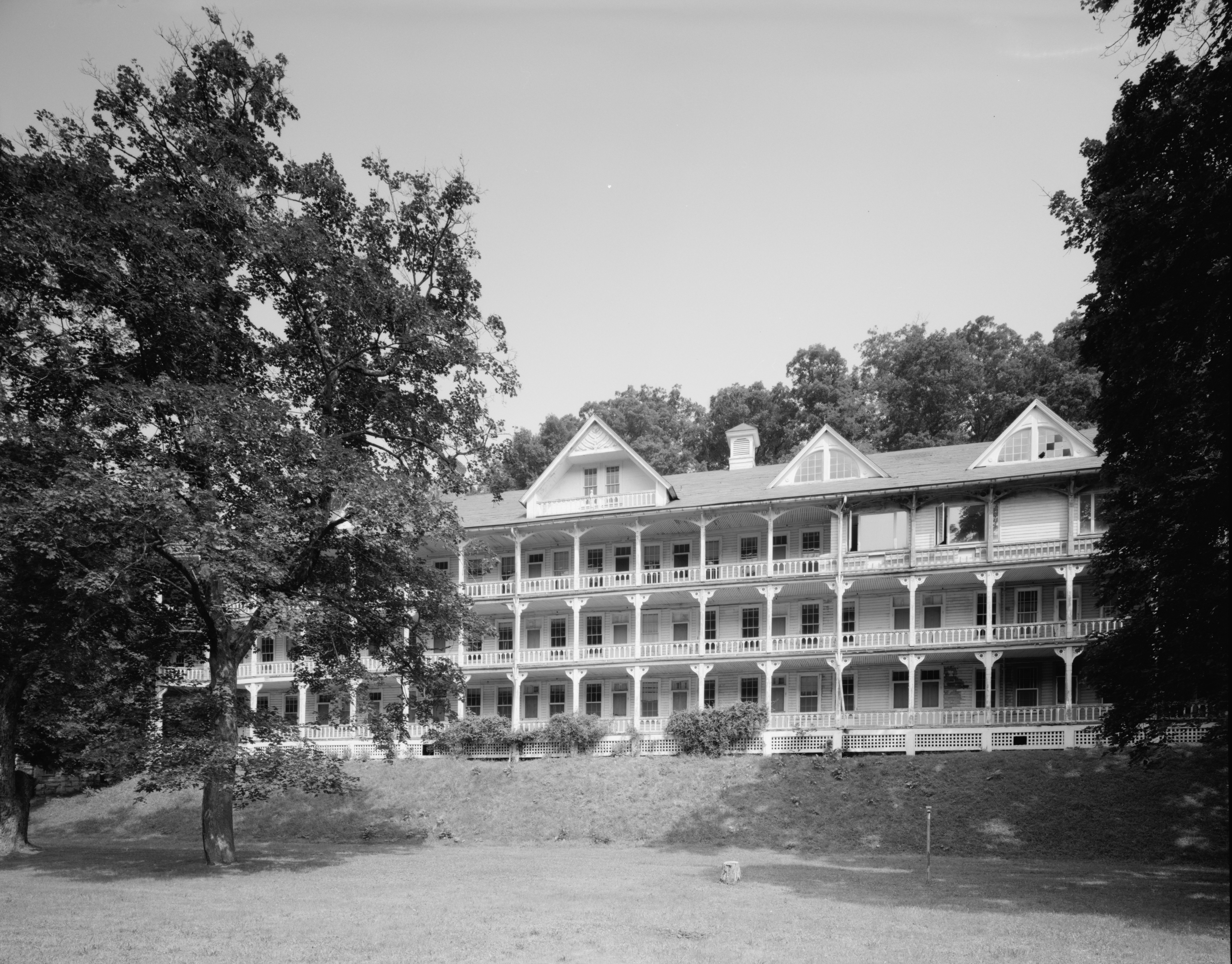
Foto HABS de la fachada este del hotel en 2005.

## El balneario restaurado
El hotel volvió a abrir para los huéspedes que pasan la noche el 12 de julio de 2007. Los edificios del hotel fueron completamente restaurados y renovados, y se agregaron alas adicionales. En enero de 2009, Omni Hotels, una marca de hoteles de lujo que opera propiedades en los Estados Unidos, Canadá y México, compró el complejo. El complejo restaurado es un hotel de 216 habitaciones con 4 suites, campo de golf, spa e instalaciones para conferencias. El ala del spa tiene capacidad para habitaciones adicionales y un spa de servicio completo. El hotel contiene un restaurante de 130 asientos junto con una taberna de estilo colonial completamente restaurada en Stone House, con paredes y vigas de piedra maciza originales que datan de 1806.
El complejo renovado también contiene una nueva piscina al aire libre y una restauración completa de la piscina interior original alimentada por manantiales minerales. El complejo ofrece actividades al aire libre, como caminatas, ciclismo, Segway todoterreno, UTV, esquí de fondo, pesca con mosca, rafting, paseos en carruajes y excursiones de un día a muchos de los lugares históricos famosos y hermosos puentes cubiertos de Bedford.

## Campo de golf
El campo de golf del resort fue diseñado originalmente por Spencer Oldham en 1895 y es uno de los campos más antiguos de los Estados Unidos. En 1901, el profesional principal Charles Thorn trabajó para mejorar el campo reconstruyendo greens y tees de salida e instalando un sistema de riego utilizando los manantiales naturales que se encuentran en el área como fuente de agua. En 1912, AW Tillinghast rediseñó el campo y lo redujo a 9 hoyos. En 1923, Donald Ross volvió a diseñar el campo y lo devolvió a 18 hoyos. Durante la extensa restauración del resort, el campo de golf volvió al diseño que Donald Ross creó en 1923.
Como parte del relanzamiento de los resorts, se llevó a cabo una extensa renovación del campo Tillinghast/Ross. El curso histórico había sufrido con el tiempo por el relleno de sedimentos en los márgenes de las vías fluviales y por los enfoques "modernos" del paisaje en la década de 1950, que intentaron "ordenar" los bordes de los arroyos con un enfoque de "césped cortado". La renovación del campo, rebautizado como Bedford Springs Old Course, restauró el lecho natural del manantial con pastos nativos y otros materiales naturales autóctonos de la llanura aluvial. Como corresponde a la ubicación del campo junto a Shober's Run, hay elementos de agua aparentes en casi todos los hoyos.

## El spa
Alimentado por el octavo manantial recientemente descubierto, el Springs Eternal Spa es un 30 000 pies cuadrados (2787,1 m²)   spa y salón que rinde homenaje a lo que históricamente ha hecho de Bedford Springs un destino tan atractivo. El tratamiento exclusivo del spa, llamado The Bedford Baths, es un ritual de sumergir el cuerpo alternativamente en piscinas frías y calientes y sumergirse en el vapor infundido con hierbas de los manantiales ricos en minerales.